# دیوید پرید
دیوید پرید (انگلیسی: David Pryde؛ ۱۰ نوامبر ۱۹۱۳ – ۱۹۸۷ (۷۳−۷۴ سال)) بازیکن فوتبال اهل بریتانیا بود.
از باشگاه‌هایی که در آن بازی کرده‌است می‌توان به باشگاه فوتبال آرسنال و باشگاه فوتبال تورکی یونایتد اشاره کرد.